# Videogiochi nel 2014

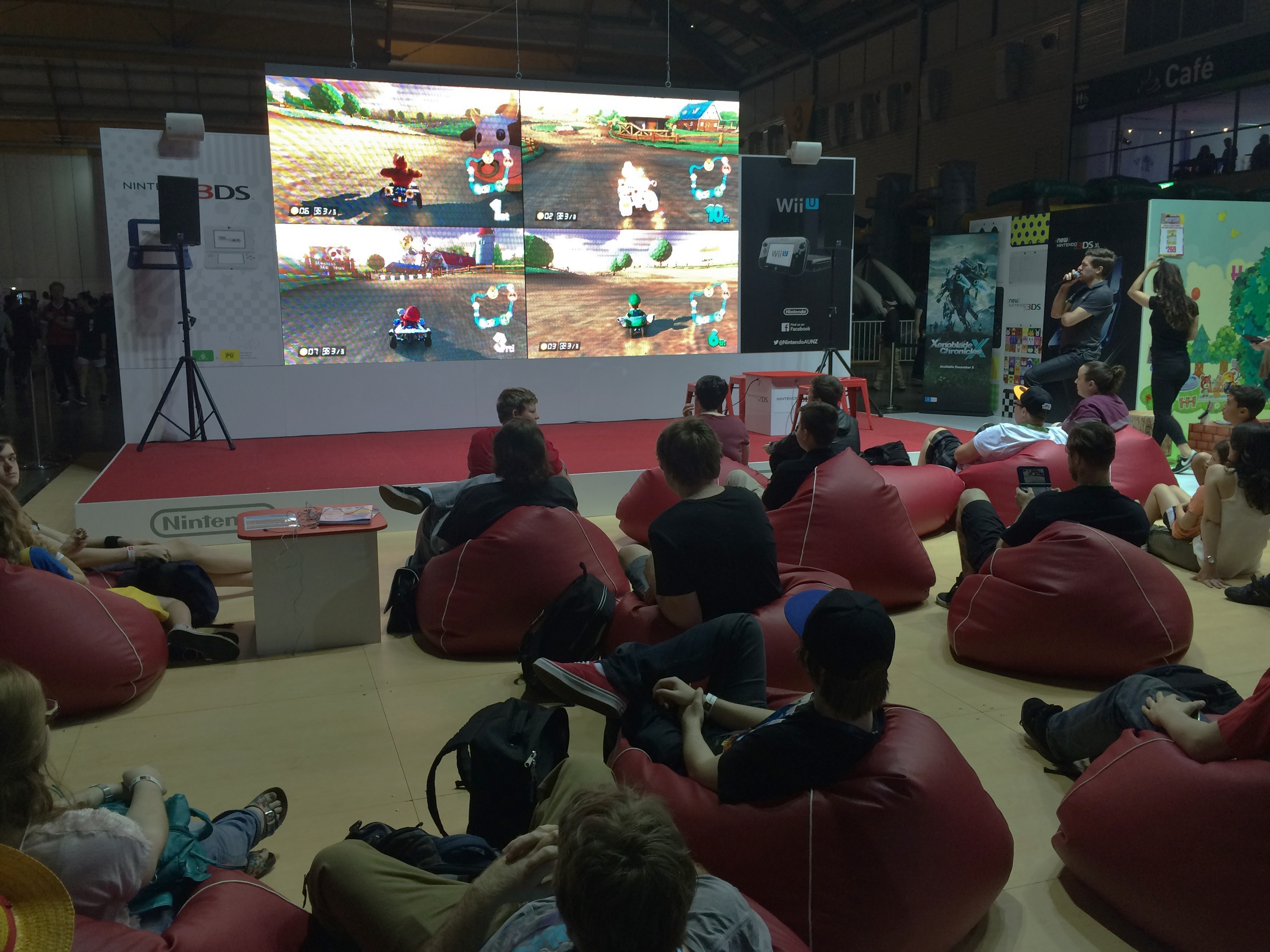
Mario Kart 8 all'EB Games Expo 2015

Eventi rilevanti avvenuti nell'industria dei videogiochi nel 2014. 
Per un elenco delle voci su giochi usciti nell'anno vedi Categoria:Videogiochi del 2014.

## Eventi
- Il free-to-play diventa un modello commerciale di primaria importanza; le microtransazioni per elementi di gioco ed extra fruttano centinaia di milioni di dollari a grandi successi come CrossFire, Clash of Clans, World of Tanks, Kim Kardashian: Hollywood[1].
- Esce la variante di console New Nintendo 3DS.
- Ha luogo l'episodio di molestie detto Gamergate.

## Classifiche
- I 10 giochi più venduti secondo le statistiche di VGChartz sono, in ordine decrescente: Grand Theft Auto V (PS4 e Xbox One), Far Cry 4, Super Smash Bros. for Nintendo 3DS e Wii U, Mario Kart 8, Dragon Age: Inquisition, Donkey Kong Country: Tropical Freeze, Captain Toad: Treasure Tracker, Alien: Isolation, Dark Souls II, Sunset Overdrive[2].
- I 10 giochi più apprezzati dalla critica secondo le statistiche di Metacritic sono, in ordine decrescente: Grand Theft Auto V (PS4 e Xbox One), The Last of Us Remastered, Super Smash Bros. for Wii U, Dark Souls II, Bayonetta 2, Kentucky Route Zero Act III, Diablo III: Ultimate Evil Edition, Rayman Legends (PS4), Velocity 2X, Fez (PS4)[3].